# La ciutat dels nens perduts
La ciutat dels nens perduts (títol original en francès: La Cité des enfants perdus) és una pel·lícula francesa de 1995 (coproducció alemanya i espanyola) realitzada per Marc Caro i Jean-Pierre Jeunet. Aquesta pel·lícula ha estat doblada al català.

## Argument
A una època indeterminada, en una societat steampunk, a una ciutat portuària, Krank viu sobre una plataforma envoltada de mines. És un vell home producte dels experiments d'un científic desaparegut, així com els clons que l'envolten i d'altres criatures fallides. Krank està deprimit perquè no pot somiar. Aquí apareix una organització criminal («Els Cíclops») que segresten nens de la ciutat per robar-los els seus somnis. Malauradament per a ell, fins i tot quan ell s'introdueix als somnis dels nens sota la forma d'un pare Noel, no hi troba més que malsons.
Miette, una petita lladre explotada per dues germanes siameses molt cruels, s'alia amb One, un forçut de fira, amb la finalitat de trobar Denrée, el germà petit de One que Krank i els seus esbirros han segrestat.

## Distincions
- César al millor decorat per Jean Rabasse.
- Nominació al César al millor vestuari per Jean-Paul Gaultier, nominació al César a la millor fotografia per Darius Khondji i nominació al César a la millor música original per Angelo Badalamenti.
- Selecció oficial al festival de Cannes 1995, i pel·lícula d'obertura.

## Al voltant de la pel·lícula
- És l'última col·laboració del duo Jean-Pierre Jeunet i Marc Caro.
- L'actor principal de la pel·lícula, Ron Perlman no parlava francès i va haver d'aprendre i recitar fonèticament els seus diàlegs.
- Dominique Pinon, actor fetitxe del realitzador Jean-Pierre Jeunet jugui diversos personatges: el savi "boig" genetista que esdevindrà llavors el submarinista amnèsic i els clons de la plataforma.
- La pel·lícula empra efectes especials innovadors per l'època com l'animació realista de puces, de fum o d'una llàgrima.
- La Ciutat dels nens perduts és un videojoc adaptat de la pel·lícula.